# Provincia di Isabela
Isabela è una provincia delle Filippine, situata nella parte nord-orientale di Luzon nella regione della Valle di Cagayan.
Il capoluogo è Ilagan. Deve il suo nome alla regina Isabella II di Spagna.

## Geografia fisica
È la seconda provincia filippina per estensione (10.665 km²), occupa gran parte del settore orientale della parte più settentrionale di Luzon. Ad est ha il mare delle Filippine mentre sugli altri lati confina con le province di: Aurora e Quirino a sud, Nueva Vizcaya, Ifugao, Mountain Province e Kalinga ad ovest, Cagayan a nord.
Il territorio di questa provincia è caratterizzato dall'ampia valle del fiume Cagayan che la attraversa e la divide in due zone: ad est la Sierra Madre e ad ovest Cordillera Central, entrambe montuose e ricoperte di foreste dall'enorme patrimonio di flora e fauna. In particolare nell'area della Cordillera è presente un raro esempio di foresta pluviale in altura, di immenso valore naturalistico.

### Suddivisioni amministrative
La provincia di Isabela comprende 2 città e 35 municipalità.

#### Città
- Cauayan
- Santiago

#### Municipalità
| - Alicia - Angadanan - Aurora - Benito Soliven - Burgos - Cabagan - Cabatuan - Cordon - Delfin Albano - Dinapigue - Divilacan - Echague | - Gamu - Ilagan - Jones - Luna - Maconacon - Mallig - Naguilian - Palanan - Quezon - Quirino - Ramon - Reina Mercedes | - Roxas - San Agustin - San Guillermo - San Isidro - San Manuel - San Mariano - San Mateo - San Pablo - Santa Maria - Santo Tomas - Tumauini |

## Economia
La principale risorsa della provincia di Isabela è l'agricoltura che sfrutta l'ampia distesa pianeggiante della valle del Cagayan e che utilizza mezzi e tecnologie avanzate che ne fanno la seconda provincia filippina per produzione agricola.
Un'altra attività tradizionalmente redditizia è quella del commercio del legname che però ha subito notevoli limitazioni e quindi non ha prospettive di sviluppo. Molto buona è anche la pesca, mentre il turismo è ancora poco sviluppato rispetto alle grandi potenzialità che presenta.